# Equipe peruana na Copa Billie Jean King
A equipe peruana na Copa Billie Jean King representa o Peru na Copa Billie Jean King, principal competição de tênis feminina por equipes do mundo. É administrada pela Federación de Tenis de Peru.

## História
O Peru competiu pela primeira vez em 1982. Seu melhor resultado foi a 2ª fase de 1982.

## Última escalação
Para o Grupo I das Américas de 2023, em abril:
- Romina Ccuno
- Anastasia Iamachkine
- Lucciana Pérez Alarcón
- Francesca Maguina Bunikowska
- Elizaveta Castillo